# Поліцейська академія 6: Місто в облозі
Поліцейська академія 6: Місто в облозі (англ. Police Academy 6: City Under Siege) — американська кінокомедія 1989 року режисера Пітера Бонерза.

## Сюжет
У місті орудує невловима «Банда Вілсона Гейта», що складається з трьох осіб: Аса, Флеша і здорованя «Бика», яка грабує ювелірні крамниці і банки, діючи за завданнями свого анонімного шефа. Начальник дільниці, в якому відбуваються злочини, самовпевнений капітан Гарріс, і його помічник Проктор влаштовують засідку на злочинців. У якийсь момент Гарріс починає вести монолог про свою владу і не помічає, як під'їжджає банда Вілсона і грабує магазин, що знаходиться поруч з ними.
Після цього випадку мер міста і комісар Герст для упіймання банди, на превелике незадоволення Гарріса, вирішують запросити на підмогу коменданта Лассарда і його групу: Ларвелля Джонса, Мозеса Гайтавера, Юджина Теклберрі, Лаверна Гукс, Деббі Каллахан, племінника коменданта — Ніка Лассарда і Дугласа Феклера. На зборах їм пояснюють, що банда завжди на крок попереду поліції, з чого керівництво робить висновок, що у бандитів є спільник у поліції, через якого відбувається витік інформації. Поки проходять збори, банда Вілсона здійснює чергове пограбування банку, а на зустрічі з мером Гарріс в усьому звинувачує групу Лассарда, називаючи їх некомпетентними.
На наступних зборах Нік повідомляє, що є інформація, що банда Вілсона збирається у офісі хмарочоса «Юніон Тауерс», і тому він пропонує відправити туди двох офіцерів під прикриттям. Гарріс разом з Проктором викликаються зробити це. Їм доводиться замаскуватися під мийників вікон хмарочоса. Однак Гаррісу нічого підслухати не вдається. З вини Проктора він ледь не падає з величезної висоти. Поліція знову ні з чим.
Незабаром Нік дізнається, що в місто привозять безцінний діамант із Зімбазі. Він здогадується, що це буде наступне місце атаки банди, і тому пропонує організувати засідку. Гарріс і Проктор вирішують їхати всередині броньованої машини, в якій перевозять діамант, у той час як інші поліцейські влаштовують засідку навколо машини. Однак банда Вілсона ламає світлофор, змусивши тим самим вантажівку зупинитися на перехресті, потім відволікає Гарріса і Проктора, включивши сигналізацію у машинах, що стоять поруч, а потім, зробивши отвір у підлозі, бандити крадуть діамант. Однак на зустрічі з мером Гарріс знову в усьому звинувачує групу Лассарда.
Тим часом Нік, провівши свої власні дослідження, разом з колегами організовує засідку у чергової ювелірної крамниці. І дійсно, незабаром її грабує банда Вілсона, але на виході поліцейські оточують грабіжників. Але Гарріс з Проктором знову все псують і дають злочинцям сховатися. А через деякий час вкрадені коштовності знаходять у кабінеті коменданта Лассарда, після чого його і всю його групу усувають від завдання.
Відсторонені офіцери хочуть відновити репутацію свого улюбленого коменданта. Нік розповідає про результати своїх спостережень. Він зауважує, що всі пограбування банди Вілсона відбуваються за старим маршрутом 51-го автобуса. Офіцери розуміють, що хтось спеціально хоче підвищити рівень злочинності в цьому районі, щоб знизилася ціна на будинки, і тоді все можна буде скупити задешево. Тим часом банда Вілсона, діючи за наказом свого анонімного боса, починає останній етап його плану — операцію «Хаос». За допомогою вибухівки вони підривають міську електростанцію і знеструмлюють усе місто. У місті починається безлад. Офіцери Лассарда виходять на патрулювання міста. Нік раптово помічає банду Вілсона і починає переслідувати їх, поки банда не звертає в провулок і ховається в каналізацію. Нік і підоспілі Джонс, Гайтавер і Теклберрі залазять туди. Йдучи по каналізаційному тунелю, вони доходять до іншого люка. Джонс, Гайтавер і Теклберрі вирішують перевірити, що зовні, і вилазять на поверхню, а Нік йде далі по тунелю, щоб дізнатися, куди він веде. Джонс, Гайтавер і Теклберрі, вибравшись на поверхню, стикаються з бандою і, у сутичці, долають всіх трьох. Тим часом Нік, йдучи по тунелю, знаходить лігво банди. Несподівано з ним зв'язується із сусіднього приміщення бос банди, який замикає двері в лігво і наповнює приміщення отруйним газом. Однак Ніка рятує Гайтавер. Удвох вони переслідують боса банди по тунелю. Коли вони вилазять назовні, то думають, що упустили його. Але в цей момент бос проїжджає повз них на викраденій вантажівці з підйомником. Нік встигає застрибнути в кабіну підйомника. Гайтавер, сівши в пікап «Бигфут» і, підібравши Джонса і Теклберрі, їде за ним. У ході погоні Нік перестрибує в машину Гайтавера. Після тривалої погоні бос банди зупиняє машину і ховається в будівлі поліцейської дільниці. Офіцери переслідують його і бачать, як він забігає в кабінет комісара Герста, однак, увійшовши до кабінету, вони бачать там тільки самого Герста. Офіцери спантеличені. У цей момент до кабінету входить група поліцейських — Гукс, Каллахан, Лассард, Гарріс, Проктор і ще один Герст. Обидва Герста звинувачують один одного в шахрайстві. Офіцери, зрозумівши, що один з Герстів несправжній, а насправді — бос банди, смикають обох за носи, щоб дізнатися, на кому з них маска. Стягнувши з підробленого Герста маску вони бачать, що босом виявляється мер. Як і здогадувався Нік, мер спеціально створив банду Вілсона, щоб підвищити рівень злочинності в районі, для того щоб знизити ціну на всю нерухомість у ньому, а потім скупити її задешево. Наостанок мер дякує Гаррісу за те, що той повідомляв йому всю інформацію про поліцейських. Офіцери розуміють, через кого йшов витік інформації.
Наприкінці губернатор штату нагороджує всіх офіцерів, які брали участь у затриманні банди.

## У ролях
| Актор               | Роль                     |
| ------------------- | ------------------------ |
| Бубба Сміт          | лейтенант Мозес Гайтавер |
| Девід Граф          | сержант Юджин Теклберрі  |
| Майкл Вінслоу       | сержант Ларвелл Джонс    |
| Леслі Істербрук     | летенант Деббі Каллахан  |
| Маріон Ремсі        | сержант Лаверна Гукс     |
| Ленс Кінсі          | лейтенант Проктор        |
| Метт Маккой         | сержант Нік Лассард      |
| Брюс Малер          | сержант Феклер           |
| Джордж Бейлі        | капітан Гарріс           |
| Джордж Гейнс        | комендант Лассард        |
| Кеннет Марс         | мер                      |
| Герріт Грем         | Ас                       |
| Джордж Р. Робертсон | комісар Герст            |
| Браян Сіман         | Флеш                     |
| Дарвін Сволв        | Бик                      |
| Дін Норріс          | поліцейський             |
| Елісон Мек          | маленька дівчинка        |